# Cantonul La Rochelle-9
Cantonul La Rochelle-9 este un canton din arondismentul La Rochelle, departamentul Charente-Maritime, regiunea Poitou-Charentes, Franța.

## Comune
- L'Houmeau
- Lagord
- Nieul-sur-Mer
- La Rochelle (parțial, reședință)